# 德拉古尔
德拉古爾（英語：Draugr），或稱屍鬼，是北歐傳說中的不死生物，它們是活著的屍體，外貌腫脹發黑，具有超人的力量，可以隨心所欲地增加自己的體型，並攜帶腐爛惡臭，它們生活在墳墓裡並守護著自己的財寶。

## 文化
- 电子游戏《上古卷軸V：無界天際》中作为敌方角色登场。
- 电子游戏《戰神》中作为敌方角色登场。
- 电子游戏《戰神：諸神黃昏》中作为敌方角色登场。
- 电子游戏《地獄之刃2：賽奴雅的傳奇》中作为敌方角色登场。